# Emma (série télévisée, 2001)
Pour les articles homonymes, voir Emma.
Emma est un téléroman québécois en 93 épisodes de 45 minutes scénarisé par Danielle Trottier et diffusé entre le 17 janvier 2001 et le 31 mars 2004 sur le réseau TVA.

## Synopsis
Emma est une artiste-peintre âgée de 45 ans. Elle doit faire face à une situation de crise amoureuse ainsi qu'à son vif désir de réussite sur les plans professionnel et familial. Les embûches comme les opportunités se multiplient pour elle, et elle se trouve forcée de composer avec les nombreux rebondissements qui s'immiscent dans sa vie et celle de ses proches, parents et amis.
Ainsi, au cours la première saison, elle se découvre un frère, Patrick.
À sa demande, elle et son compagnon Carl reviennent d’Italie au cours de la deuxième saison, car le fils de Patrick, Nicolas, a besoin d’une greffe de la moelle osseuse. Sylvie et Patrick n'étant pas compatibles avec son enfant, Emma est leur seul espoir. Parallèlement, la relation entre Carl et Emma a évolué lors de leur séjour en Italie, Gisèle est toujours amoureuse de Maurice, Alice se sent délaissée par son amie, et Sarah cohabite avec Lucie qui est revenue de son stage en Europe. Quant à John, il refuse toujours de s'impliquer dans une nouvelle relation depuis la mort de Francis. Seuls Angèle et Robert semblent filer le parfait amour, jusqu'à ce qu'Angèle tombe malade…

## Fiche technique
- Auteure : Danielle Trottier
- Réalisation : Stéphane Joly et Johanne Seymour
- Production : Les Productions Point de Mire

## Distribution

### Acteurs principaux
- Élise Guilbault : Emma Dauphin
- Patrice Godin : Patrick Kanada
- Normand D'Amour : Carl Bernard
- Mireille Naggar : Marie-Sophie Dauphin
- Robert Toupin : Alfred « Freud » Doré
- Marc Béland : John Fisher
- Marc-André Goulet : Jean-Philippe Thomas
- Amélie Simard : Lucie Thomas
- Rémy Girard : Robert Thomas
- Mélissa Désormeaux-Poulin : Sarah Bernard
- Dominique Côté : Étienne Bernard
- Andrée Lachapelle : Gisèle Dauphin
- Marcel Sabourin : Yves Dauphin
- Shanie Beauchamp : Pascale Dauphin
- Louise Portal : Madeleine Miro
- Geoffrey Gaquere : Francis Leduc
- Suzanne Lévesque : Alice Pagé
- Pauline Lapointe : Mireille Dagenais
- Marc Favreau : Alfred Laliberté
- Pierre Gendron : Alain Dubois
- Lorna Gordon : Danielle Baril
- Audrey Lacasse : Miminata Barro
- Stefan Perrault : Thierry Shickes

### Acteurs secondaires
- Monique Miller : Fleur-Ange Fisher
- Guylaine Tremblay : Sylvie Légaré
- Louise Laparé : Me Agathe Morin
- Vitali Makarov : Vladimir Antonova
- David Savard : Antoine Bernier
- Ariane-Li Simard-Côté : Julie Rondeau
- Roxan Bourdelais : Nicolas Breton

## Épisodes

### Première saison (2001)
1. Emma
2. Conflit de famille
3. Confidences entre sœurs
4. Mimi, femme jalouse
5. Le Vernissage
6. Le Bonheur de Marie-Sophie
7. Jean-Philippe quitte l'école
8. La Vie amoureuse de Marie-Sophie inquiète Gisèle
9. Danielle harcèle Patrick
10. Emma retrouve un ancien élève
11. Emma encourage Marie-Sophie
12. Albert taquine Patrick au sujet d'Emma
13. Gisèle raconte la naissance de Marie-Sophie

### Deuxième saison (2001-2002)
1. Faire face à l'épreuve…
2. Amour vs raison
3. Le Deuil de Gisèle
4. Une relation difficile entre Robert et Jean-Philippe
5. Emma avoue à Carl qu'elle est amoureuse
6. Le Départ de Jean-Philippe
7. Robert vs Emma
8. Danielle Baril veut dissuader Thierry Shickes
9. Plusieurs complicités s'installent
10. Bonne fête John!
11. Lucie aime Vladimir
12. Lucie veut se rapprocher d'Emma
13. Albert est dépassé par les élans amoureux de Madeleine
14. Le Passé de Sylvie refait surface
15. Pascale passe une journée avec son père
16. Confrontation entre Jean-Philippe et sa mère
17. Jour sombre pour Carl et Mimi
18. Thierry et Andréa Shickes sont de retour à Montréal
19. Emma et Robert signent les papiers de divorce
20. Francis exprime son désir d'adopter un enfant
21. Patrick demande des nouvelles de son père
22. Robert et Patrick s'unissent pour aider Jean-Philippe
23. Catherine rencontre le père de Patrick
24. Mireille commet un geste impardonnable
25. Départ pour la Suisse
26. Patrick rencontre son père

### Troisième saison (2002-2003)
1. Patrick et Emma rentrent d'Europe
2. La Nouvelle Vie de Lucie inquiète Robert
3. Jean-Philippe fait une crise de jalousie
4. John parle de bébé avec Patrick
5. Albert est déterminé à mener sa vie selon ses goûts
6. Francis est arrivé avec Joséphine
7. Emma parle de sa quête à Gisèle
8. Gisèle est bouleversée par les révélations d’Alice
9. Emma cherche du réconfort
10. Coup de foudre entre Myriam et Étienne
11. Robert rentre d'Afrique
12. Emma apprend les détails de sa naissance
13. Sarah parle avec Robert du double mariage
14. Première rencontre entre Sarah et sa mère depuis quatre ans
15. Étienne sort bouleversé de sa rencontre avec Madeleine
16. Gisèle invite Maurice chez elle
17. Sylvie rend visite à Antoine
18. Dispute entre Carl et Robert
19. Gisèle passe aux aveux avec Patrick
20. Patrick parle avec Emma
21. Emma se confie à John
22. Un nouveau psychiatre arrive à l’hôpital
23. Alice apprend à Emma et Patrick l'identité de leur père
24. Sarah dévoile le secret d'Emma à Carl
25. Lucie est de retour à Montréal
26. John et Robert ouvre le resto-bar
27. Carl rencontre Madeleine
28. Étienne découvre le jeu de Myriam
29. Sylvie dévoile un secret
30. Dernière de la saison

### Quatrième saison (2003-2004)
1. Carl rencontre Angèle au sujet de Sarah (11 février 2004)